# Četrtna skupnost Trnovo
Četrtna skupnost Trnòvo je ožja enota Mestne občine Ljubljana, jugozahodno od ljubljanskega gradu, ob levem bregu Ljubljanice. Mestne avtobusne linije št. 1, 1D, 1B, 9, 19B in 19I jo povezujejo s središčem mesta. Meri 718 ha in ima 16.777 prebivalcev (2020). 
V Trnovem je živel znani in mednarodno uveljavljeni arhitekt Jože Plečnik, znan po svojih načrtih Tromostovja, ljubljanske tržnice, ljubljanskih Žal, oblikoval pa je tudi cerkveno opremo. V njegovi hiši je Arhitekturni muzej Ljubljana uredil stalno Plečnikovo zbirko.
Trnovo je znano še po Trnovski cerkvi (cerkev svetega Janeza Krstnika), kjer je pesnik dr. France Prešeren prvič srečal svojo ljubezen Julijo Primic. Svoji nikoli uresničeni ljubezni je posvetil Sonetni venec. Ob pročelju Trnovske cerkve je most čez potok Gradaščica, eden redkih v Evropi, na katerem raste drevje. Dolgoletni župnik Trnovske cerkve je bil tudi slovenski pisatelj Fran Saleški Finžgar; po njem je poimenovana tudi bližnja ulica, kjer je stanoval (hiša je delo Antona Suhadolca, Plečnikovega sodelavca). V neposredni bližini Trnovske cerkve je kulturni center z gledališčem KUD France Prešeren, ki je znano predvsem po alternativni sceni in vsakoletnem festivalu, imenovanem »Trnfest«. Ta festival je organiziran v okviru gledališkega festivala v Ljubljani, ki se odvija vsako leto med poletnimi počitnicami in je znan po vsej Evropi. V neposredni bližini cerkve in KUD-a se nahaja tudi Osnovna šola Trnovo.
Trnovsko predmestje je bilo dolgo znano po nizki gradnji in hišah z velikimi zelenjavnimi vrtovi, ki so oskrbovali ljubljansko tržnico. Po tem predelu se imenuje tudi vrsta solate, (danes že skoraj izumrla) trnovska ledenka. Ko se je mestna infrastruktura začela pomikati proti Trnovemu, so v 70-ih letih 20. stoletja izginile še zadnje kmetije, odrejena je bila prepoved gojenja rejnih živali (takrat so poleg Trnovske cerkve zaprli še zadnji hlev z govedom). Število branjevk, ki ob Ljubljanici z ročnimi vozički dovažajo zelenjavo na Vodnikov trg, vsako leto upada. V začetku 80-ih let 20. stoletja so bili zgranjeni visoki stanovanjski bloki ob Ziherlovi in Karunovi ulici in močno spremenili podobo predmestja. Tako je najbolj slikovita in obiskana Eipprova ulica ob potoku Gradaščica, kjer je zasajen drevored starih kostanjev in se nahaja več gostinskih ponudnikov. 
Pred 2. svetovno vojno je bila na Ziherlovi ulici zgrajena tudi stavba telovadnega društva Sokol, kasneje Partizan Trnovo, leta 2005 preimenovan v Dom Cirila Staniča (Ciril Stanič je bil projektant stavbe in dolgoletni telovadni vaditelj).
Tradicionalni trnovski predeli so Krakovo, Kolezija, Kern, (Mirje), Gmajna, Mestni Log, Sibirija (z Jesenkovim) in Rakova jelša.  
ČS Trnovo na severu meji s ČS Center po Zoisovi cesti in Ljubljanici (Prule), po njej teče tudi meja s ČS Rudnik na zahodu in jugu, na zahodu pa meji s ČS Vič. Poleg močno regulirane Gradaščice po ČS Trnovo nekoliko južneje teče tudi njen, zaradi poplav umetno izkopan Mali graben, ki se prav tako izliva v Ljubljanico. 